# Manuel Clouthier
Manuel Jesús Clouthier del Rincón (Culiacán, Sinaloa, 13 de junio de 1934-Sinaloa, 1 de octubre de 1989), también conocido como "Maquío", fue un político, ingeniero agrónomo y empresario mexicano. Fue candidato a la presidencia de México en 1988.

## Inicios
Realizó sus estudios profesionales en el Instituto Tecnológico y de Estudios Superiores de Monterrey, en donde se tituló de Ingeniero Agrónomo Fitotecnista en 1957. Su carrera inició como empresario, después presidiendo diversos órganos empresariales a nivel nacional entre ellos la Asociación de Agricultores del Río Culicán (AARC), la Confederación Patronal de la República Mexicana (COPARMEX) y el Consejo Coordinador Empresarial (CCE).
El 13 de junio de 1959 Contrajo matrimonio con Leticia Carrillo Cázares, de Navolato Sinaloa, con quien tuvo 11 hijos. Leticia María, Manuel Jesús, Eric Enrique, Rebeca, Tatiana, Cid Esteban, Juan Pablo, Lorena, Lucía, Irene y Ricardo, algunos de ellos han incursionado en política. 

## Elección en Sinaloa
Motivado después de vivir de cerca la candidatura a la presidencia municipal de Culiacán de su tío Jorge del Rincón Bernal y ver las irregularidades del proceso electoral, además de vivir y ver los abusos ocurridos en el campo y el sector agropecuario del estado durante décadas, Clouthier contendió por el Partido Acción Nacional (PAN) en las elecciones para gobernador de Sinaloa el 26 de octubre de 1986. Según los resultados oficiales, fue derrotado por Francisco Labastida Ochoa del PRI en una elección cuestionada, con muchos sinaloenses inconformes con los resultados. Clouthier denunció la existencia de un fraude electoral con su libro La Cruzada por la Salvación de México.

## Candidatura Presidencial de 1988 en México
El 22 de noviembre de 1987, Clouthier logró ganar en la primera ronda la candidatura del PAN a la presidencia de la República en una masiva elección interna histórica en el Partido Acción Nacional. 
Tras la elección del 6 de julio de 1988 y un proceso electoral altamente controvertido y cuestionado con lo que comúnmente se conoce como "la caída del sistema", los resultados oficiales dieron el triunfo al candidato priista, Carlos Salinas de Gortari. Clouthier fue colocado en el tercer sitio, con un 17% de la votación, atrás del candidato del Frente Democrático Nacional, Cuauhtémoc Cárdenas Solórzano. 
Al día siguiente, Clouthier declaró que la razón "por la que se cayó el sistema de cómputo fue que los representantes de los partidos de oposición en dicho sistema descubrieron un banco de datos ya con resultados, apenas dos horas después de concluida oficialmente la jornada electoral". Por lo tanto, denunció la ruptura de la legalidad y anunció el arranque de la resistencia civil.
Para exigir la repetición de los comicios, Clouthier realizó una post-campaña por el país, con una serie de actos que llamaban a la resistencia pacífica con actos de desobendiencia civil: desde la "caravana de los insurgentes"—una serie de marchas en silencio, cuyos participantes portaban tapabocas con la frase "Que hable México", frase de campaña de su opositor Salinas de Gortari—hasta presentarse a comparecer en comisiones de la Cámara de Diputados. Asumiendo sus riesgos, incluso llegó a forcejear con elementos de seguridad del presidente Miguel de la Madrid durante un acto oficial frente al Palacio de Bellas Artes, en el cual unos soldados aprestaron las armas enfrente de él, a lo que un oficial se opuso violentamente al levantar el arma de sus subalternos y reprenderlos. A este acto asistió con una comitiva de manera pacífica únicamente a recordarle al entonces presidente que cumpliera su palabra, y sacó un cartel que decía justo eso mientras lo encañonaban.
En septiembre de 1988, cuando se debatía en la Cámara de Diputados la calificación de la elección presidencial, Clouthier demandó a los legisladores anular las votaciones, no solo por las denuncias de irregularidades cometidas en la jornada electoral, sino también por las denuncias de manipulación de los resultados en pro de Salinas. Además, pidió la apertura de los paquetes electorales: "La rotunda negativa del colegio [electoral] a la apertura de los paquetes demuestra dos grandes verdades: por una parte, la inutilidad de su guarda y custodia; y por otra, que el propio gobierno sabe bien que el contenido de las actas de escrutinio no coincide con el cómputo correcto de los votos reales que están dentro de los paquetes tan celosa como vanamente custodiados". Ofreció como pruebas de la impugnación general del proceso el propio contenido de los paquetes electorales, y concluyó: "¿Valdrá la pena negarse a la revisión de los paquetes a costa de la legitimación y autoridad moral del próximo gobierno?".
Tras la ratificación de los resultados oficiales en favor de Salinas, Clouthier prosiguió su lucha política, ahora en pos de una reforma electoral "verdaderamente democratizadora", con una alianza postelectoral para esta lucha con Cuauhtémoc Cárdenas y Rosario Ibarra de Piedra, ambos también candidatos presidenciales; esta fue la primera alianza multi-partidista de la que se tiene registro en la historia moderna del país. Pedían una reforma a la ley electoral, la separación del Instituto Electoral del PRI-Gobierno y su creación como organismo independiente y ciudadano, la revisión y limpia del padrón electoral, y la emisión de una credencial para votar con fotografía para tener un mejor control de los votantes inscritos en el padrón. 
Asimismo, realizó un ayuno, del 15 al 22 de diciembre de 1988 en el monumento al Ángel de la Independencia de la Ciudad de México, en protesta por las denuncias de fraude realizadas en Jalisco, Guanajuato, San Luis Potosí y Zacatecas. Cuauhtémoc Cárdenas acudió a visitarlo y acordó con él algunas acciones a favor de la democracia.

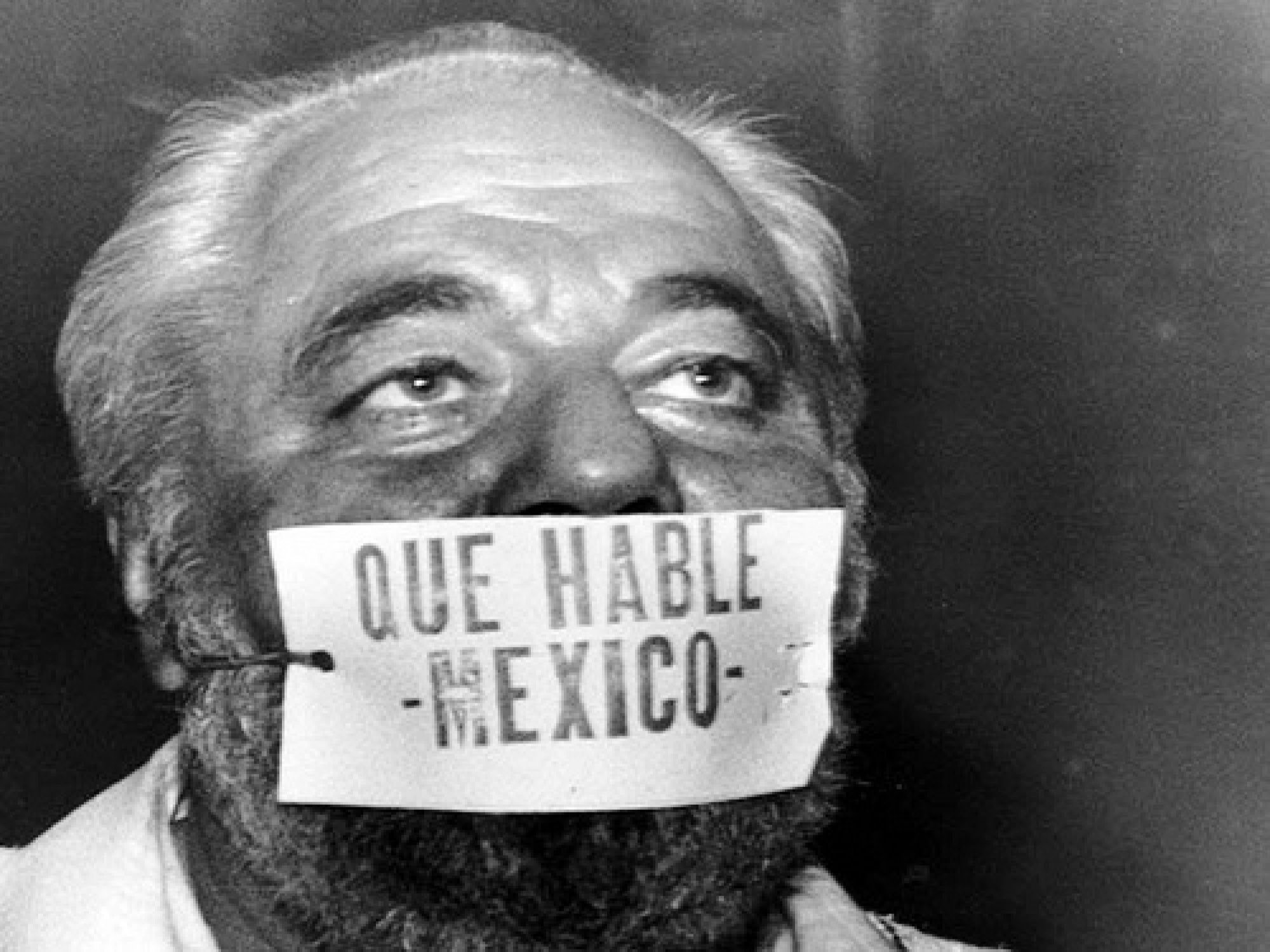
Resistencia civil que llevó a cabo "Maquio"

## El gabinete alternativo
El 12 de febrero de 1989 presentó a su gabinete alternativo (un "gabinete en la sombra", al estilo inglés, para vigilar las acciones gubernamentales en áreas importantes) en el que participaron Diego Fernández de Cevallos, Jesús González Schmal, Fernando Canales Clariond, Francisco Villarreal Torres, Rogelio Sada Zambrano, María Elena Álvarez Bernal, Moisés Canale Rodríguez, Vicente Fox, Carlos Castillo Peraza y Luis Felipe Bravo Mena. Clouthier fue el coordinador del gabinete hasta su muerte.

## Fallecimiento
El 1 de octubre de 1989, Clouthier murió en un accidente automovilístico, en compañía del diputado Javier Calvo Manrique, prensados por un tráiler de carga, según el informe oficial, en el kilómetro 158 de la carretera México-Nogales (Federal México 15), cerca de La Cruz y Elota. Clouthier se dirigía a Mazatlán, lugar al que acudiría al cierre de campaña de Humberto Rice.
Mucha gente cuestionó el accidente y las versiones oficiales del mismo, dando origen a varias teorías acerca de un atentado por parte de sus opositores y del gobierno de Carlos Salinas de Gortari. Fue sepultado en el panteón Jardines de Humaya de Culiacán, junto a su hijo Cid.